# Onthophagus yiryoront
Onthophagus yiryoront es una especie de insecto del género Onthophagus, familia Scarabaeidae, orden Coleoptera.
Fue descrita científicamente por Matthews en 1972.